# 15094 Polymele
15094 Polymele eller 1999 WB2 är en trojansk asteroid i Jupiters lagrangepunkt L4. Den upptäcktes 17 november 1999 av Catalina Sky Survey projektet vid Catalina Station. Den är uppkallad efter Polymele i den grekiska mytologin.
Asteroiden har en diameter på ungefär 21 kilometer.
Den amerikanska rymdsonden Lucy planeras göra en förbi flygning av asteroiden i september 2027.